# ノートルダム大聖堂 (ルクセンブルク)

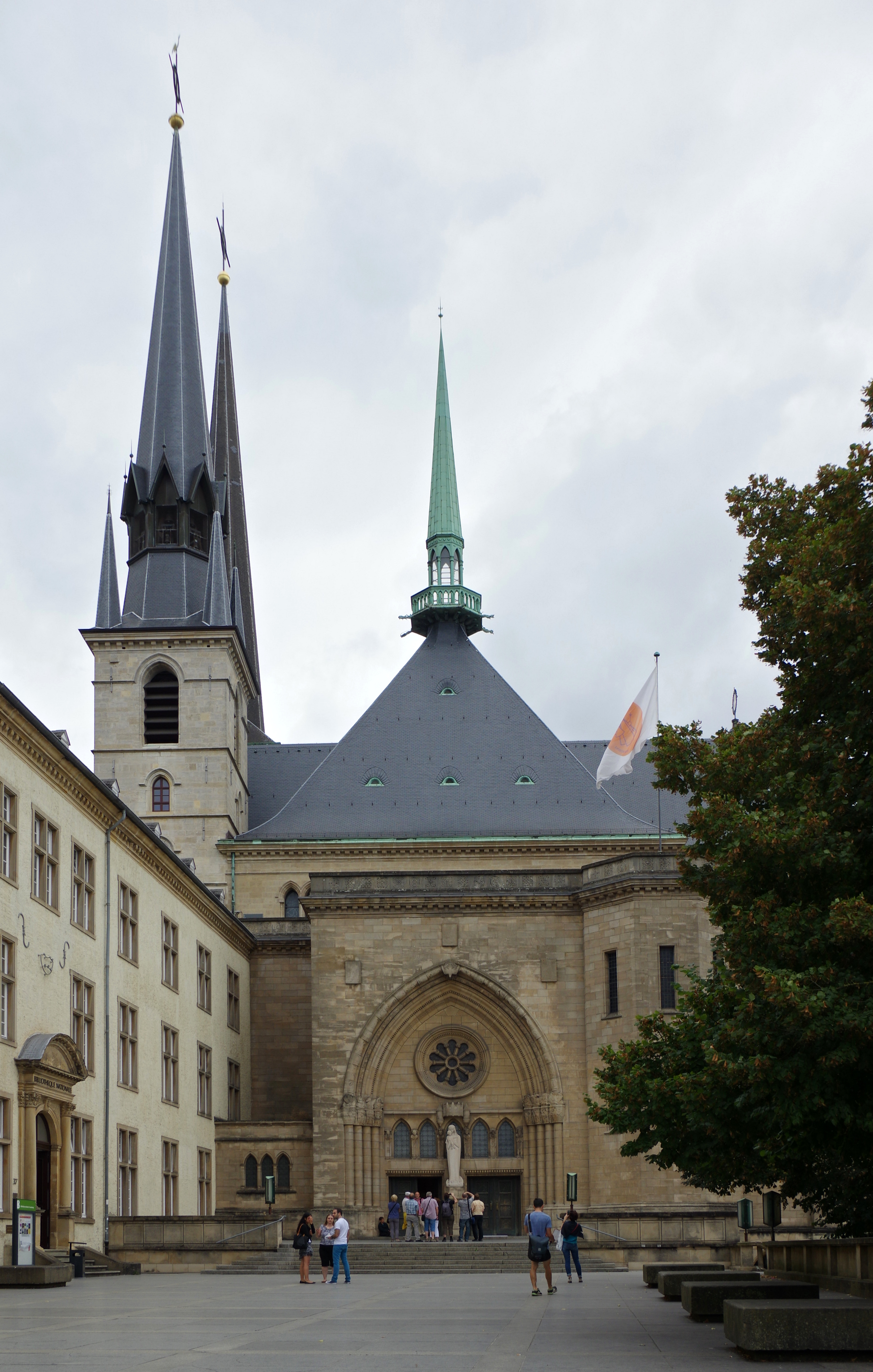
聖堂の外観。

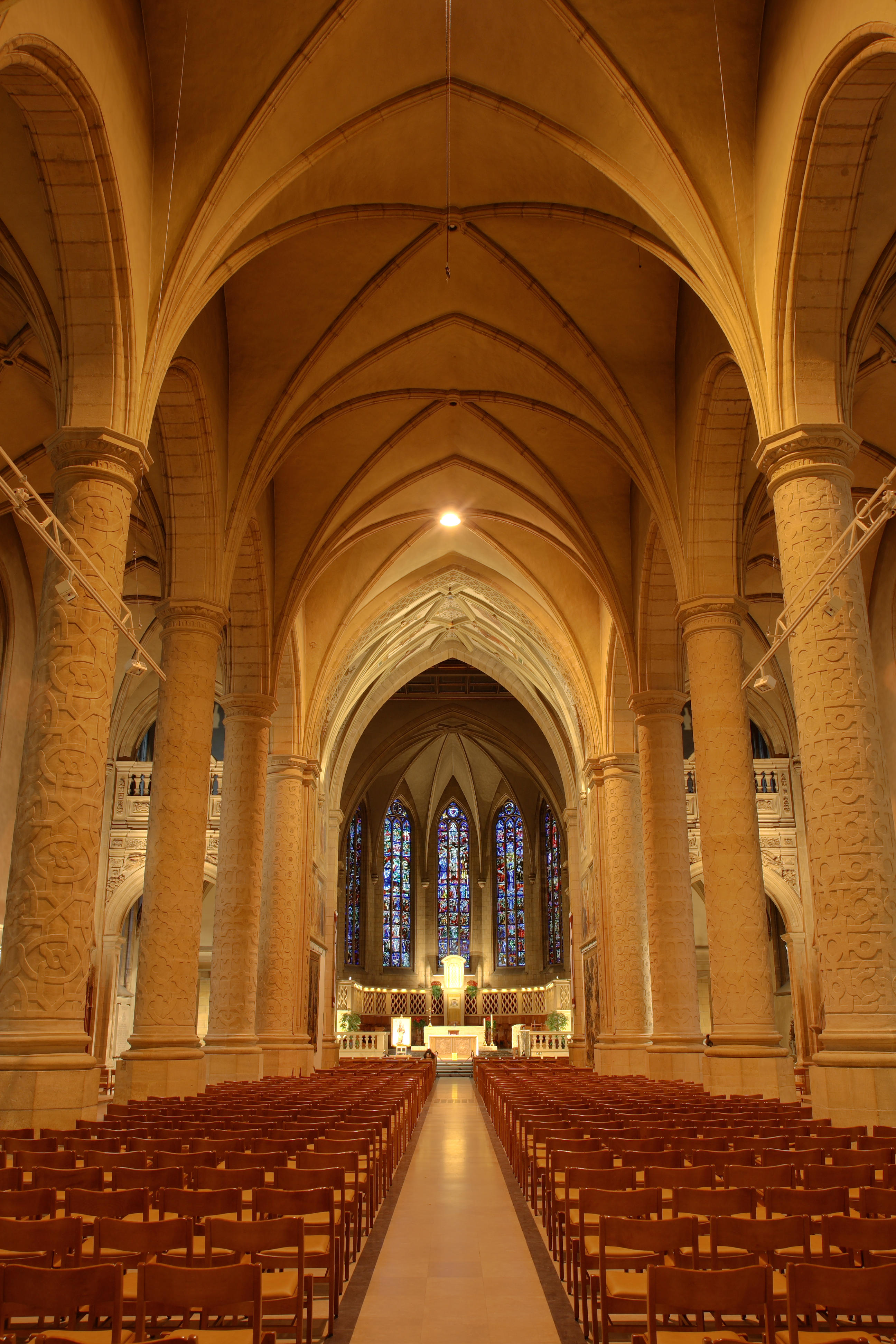
大聖堂の内観。

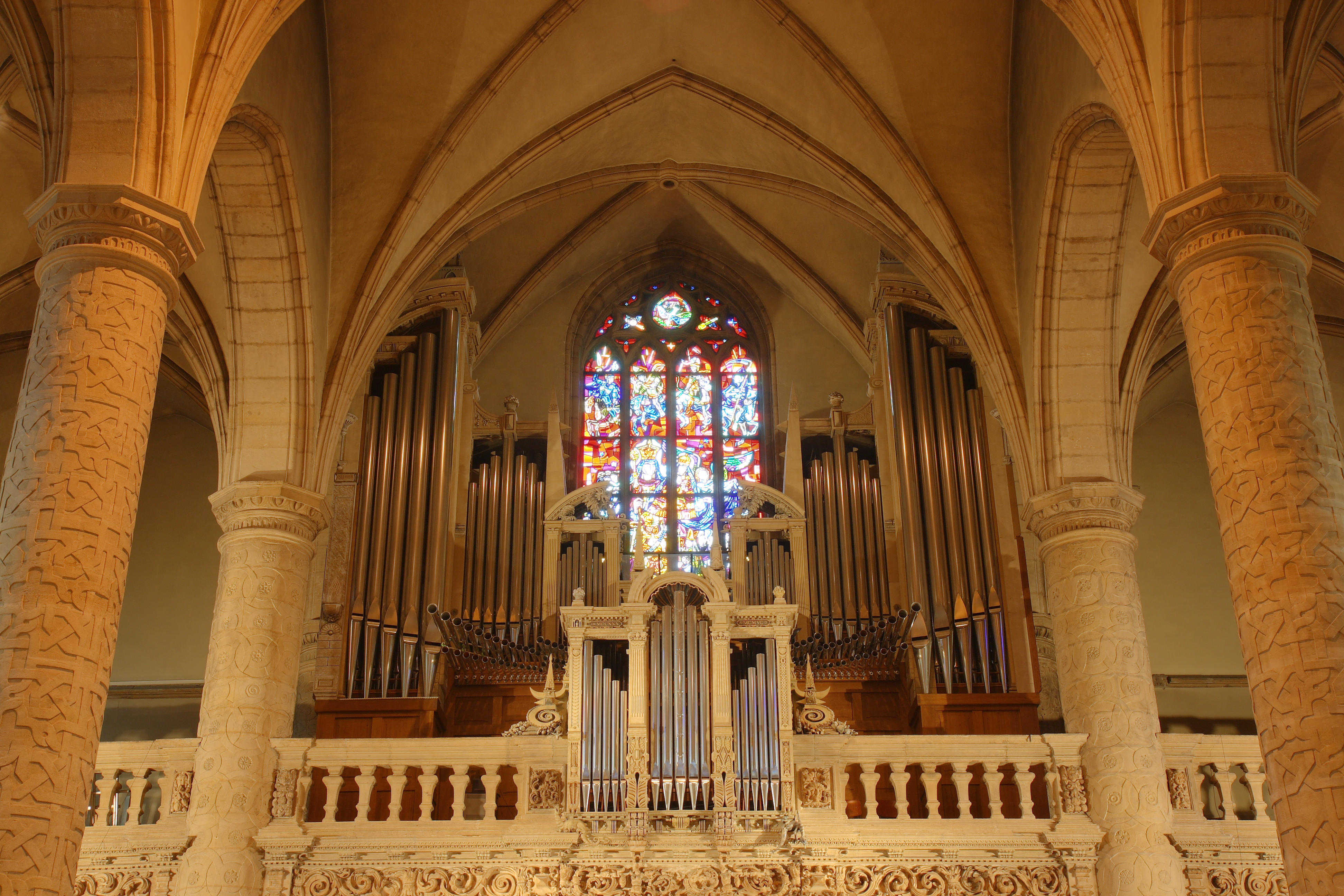
聖堂内のオルガンとステンドグラス。

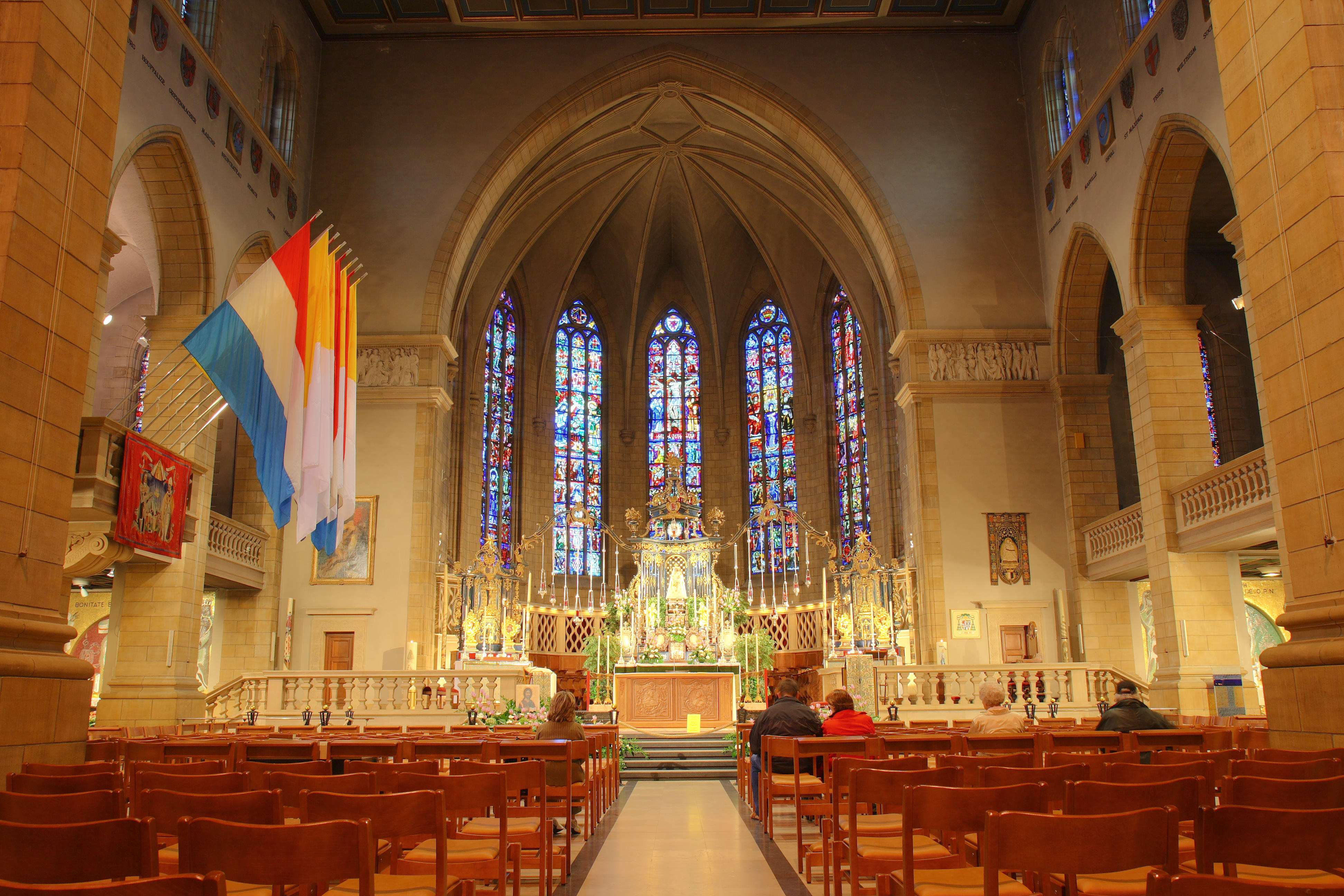
聖堂のクワイヤ。

ノートルダム大聖堂 (ノートルダムだいせいどう、ルクセンブルク語: Kathedral Notre-Dame、フランス語: Cathédrale Notre-Dame)は、ルクセンブルク市にある教会である。尖塔が印象的であるとされ、ルネサンス様式やバロック様式、イスパノ・モレスク様式などの複数の様式が併存する点も特徴である。

## 歴史
1613年から1621年まで、イエズス会修道士であるジャン・ドゥ・ブロークによって設計された。「ルクセンブルク市街:その古い町並みと要塞都市の遺構」として世界遺産にも含まれている。
1935年から1938年まで、増築工事が施された。